# Epsilon2 Arae
Epsilon2 Arae (ε2 Arae, förkortat Epsilon2 Ara, ε2 Ara)  är en trippelstjärna belägen i den mellersta delen av stjärnbilden Altaret. Den har en kombinerad skenbar magnitud på 5,29, är synlig för blotta ögat där ljusföroreningar ej förekommer. Baserat på parallaxmätning inom Hipparcosuppdraget på ca 36,7 mas, beräknas den befinna sig på ett avstånd på ca 89 ljusår (ca 27 parsek) från solen.

## Egenskaper
Primärstjärnan Epsilon2 Arae A är en gul till vit stjärna i huvudserien av spektralklass F5 V Fe0,5 , som anger att den har något högre än normalt överskott av järn. Stjärnan har en radie som är omkring 90 procent större än solens och utsänder från dess fotosfär ca 5 gånger mera energi än solen vid en effektiv temperatur av ca 6 600 K.
Epsilon2 Arae A har en följeslagare, Epsilon2 Arae B, av magnitud 8,65 med en vinkelseparation av 0,590 bågsekunder. Den har också en andra följeslagare med gemensam egenrörelse genom rymden, WDS J17031-5314, av magnitud 13,47.